# Schuyler Carron
Pour les articles homonymes, voir Carron.
Schuyler Anthony Carron, né le 24 août 1921 à Lyon Mountain et mort le 15 juin 1964 à Plattsburgh, est un bobeur américain.

## Biographie
Schuyler Carron participe aux Jeux olympiques de 1948 à Saint-Moritz. Il remporte la médaille de bronze en bob à deux avec son coéquipier américain Fred Fortune.

## Palmarès

### Jeux Olympiques
- : médaillé de bronze en bob à 2 aux JO 1948.